# DSA-476
La DSA-476 es una carretera perteneciente a la Red Secundaria de la Diputación Provincial de Salamanca que une la localidad de Ciudad Rodrigo con su pedanía Ivanrey.

## Origen y Destino
La carretera  DSA-476  tiene su origen en Ciudad Rodrigo en la intersección con la carretera  N-620 , y termina en el casco urbano de Ivanrey, formando parte de la Red de carreteras de Salamanca.